# Shūhei Tokumoto
Shūhei Tokumoto (徳元 悠平 Tokumoto Shūhei?, Itoman, Okinawa, 12 de septiembre de 1995) es un futbolista japonés que juega como defensa en el Nagoya Grampus.

## Trayectoria

### Clubes
| Club                    | País  | Año       |
| ----------------------- | ----- | --------- |
| F. C. Ryukyu            | Japón | 2018-2019 |
| Fagiano Okayama         | Japón | 2020-2022 |
| F. C. Tokyo             | Japón | 2023-2024 |
| Nagoya Grampus (cedido) | Japón | 2024      |
| Nagoya Grampus          | Japón | 2025-     |

## Palmarés

### Títulos nacionales
| Título         | Club           | País  | Año  |
| -------------- | -------------- | ----- | ---- |
| Copa J. League | Nagoya Grampus | Japón | 2024 |